# John Droxford

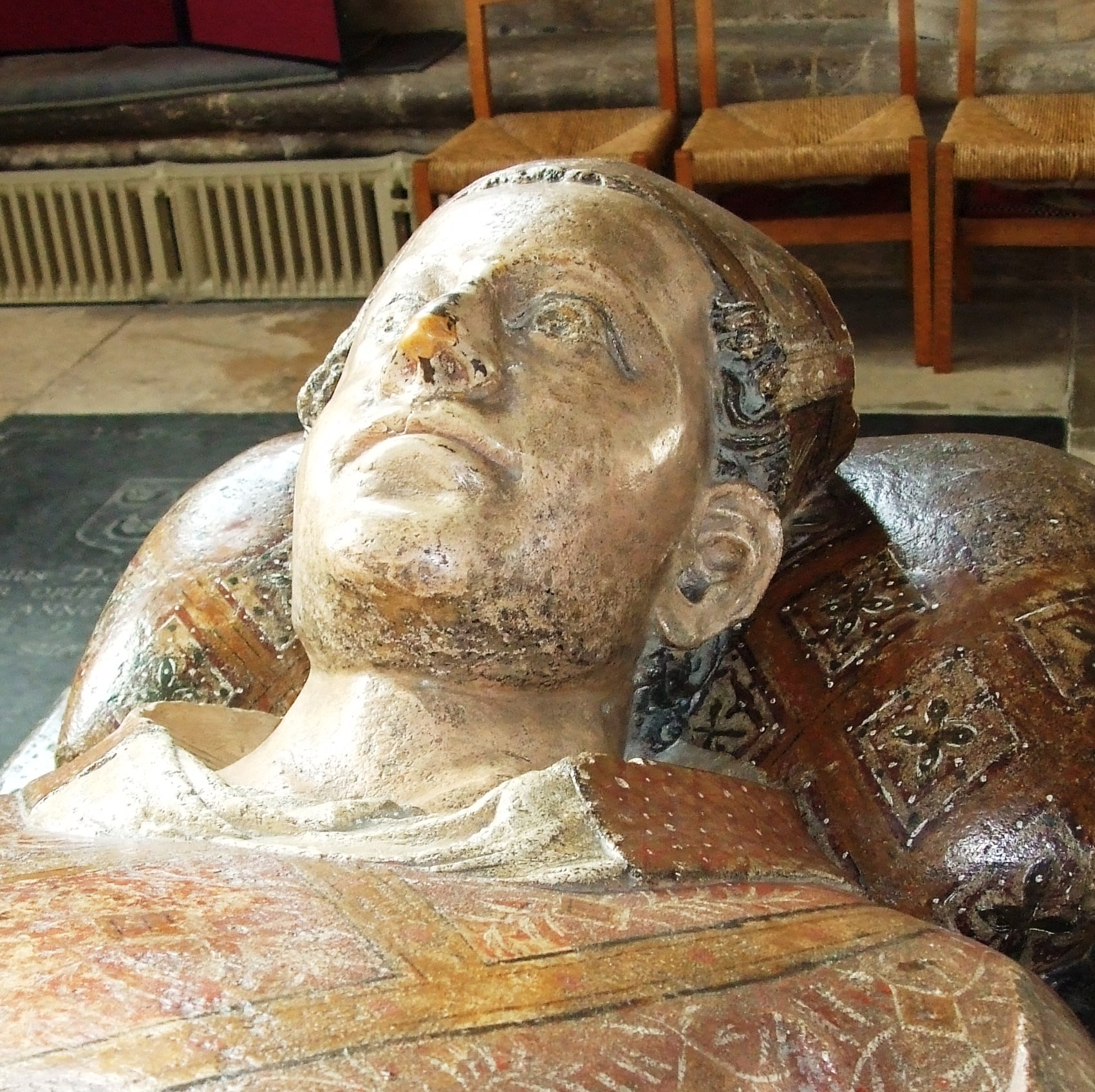
Darstellung von Droxford auf seinem Grabdenkmal in der Kathedrale von Wells

John Droxford (auch Drokensford) († 9. Mai 1329 in Dogmersfield) war ein englischer Minister und Geistlicher. Ab 1309 war er Bischof von Bath und Wells. Trotz seiner Stellung als Bischof und als langjähriges, hochrangiges Mitglied der Regierung ist über sein Leben relativ wenig bekannt.

## Herkunft
John Droxford stammte vermutlich aus Droxford in Hampshire, wo er getauft wurde. Später ließ er in der Kirche des Ortes für seine Mutter ein Grabdenkmal errichten. Er hatte mindestens drei Brüder: Philip, Michael und Richard. Der Familie gehörte Landbesitz in Hendon und Finchley in Middlesex.

## Höfling und Minister unter Eduard I.
Droxford hatte kein Studium absolviert. Er wird erstmals 1286 in der Gascogne im Gefolge von König Eduard I. erwähnt. Er diente in der königlichen Wardrobe, die nicht nur für die königlichen Gemächer zuständig war, sondern unter Eduard I. zunehmend für die Finanzverwaltung, aber auch für zahlreiche andere Dienste wie diplomatische Missionen eingesetzt wurde. Im Mai 1290 wurde er als Cofferer für die Finanzen der Wardrobe zuständig, im November 1290 wurde er Controller der Finanzen und im November 1295 Verwalter der Wardrobe. Jedes dieser Ämter übernahm er von Walter Langton. Droxford diente auch als Stellvertreter von Langton, nachdem dieser 1295 Treasurer geworden war. Zwar erhielt Droxford als Verwalter der Wardrobe kein Gehalt, sondern jährlich nur Gewänder im Wert von 16 Mark, doch Eduard I. belohnte seine Dienste, indem er ihm reichlich geistliche Pfründen verschaffte. Auf Betreiben des Königs erhielt Droxford im September 1298 einen päpstlichen Dispens, so dass er gleichzeitig die Einkünfte aus vier Pfarreien sowie von acht Kanonikerstellen beziehen durfte. Dazu wurde er zum Päpstlichen Kaplan ernannt, obwohl er bis 1308 nur zum Diakon geweiht wurde. Von 1291 bis 1292 war er am Great Cause, der Entscheidung über die schottische Thronfolgeregelung beteiligt. Im Frühjahr 1297 ergriff er zusammen mit Hugh le Despenser dem Älteren und anderen Räten die Initiative, um die Abgaben auf den Wollpreis zu erhöhen, um so die Einkünfte des Königs zu steigern. Der König ließ die Maßnahme jedoch nicht umsetzen. Als Verwalter der Wardrobe hatte er wesentlichen Anteil an der Finanzierung des Schottischen Unabhängigkeitskriegs, für den er erhebliche Kredite aufnehmen musste. Er war dazu für Nachschub und Verstärkungen verantwortlich, stellte selbst ein Kontingent Soldaten für den Krieg und war häufig für den König auf Reisen unterwegs. Wohl vor allem aufgrund der steigenden Forderungen des Königs und angesichts der Arbeitsbelastung konnte Droxford keine wesentlichen Verbesserungen in der Organisation der Arbeit der Wardrobe vornehmen, so dass die Finanzen des Königs zunehmend in Unordnung gerieten.

## Unter EduardII.

### Entlassung, Wiedereinsetzung und Wahl zum Bischof
Nach dem Tod von Eduard I. wurde Droxford wie sein Mentor Walter Langton im Juli 1307 von Eduard II. entlassen. Der neue König hatte sich jedoch noch als Prince of Wales im April 1306 beim Papst zugunsten von Droxford eingesetzt. Tatsächlich erhielt Droxford im März 1308 zwei weitere päpstliche Dispense, die seine Ämterhäufung erlaubten. Darin enthalten war die Genehmigung, dass er ein Benefizium besaß, durch das er allein jährliche Einkünfte von £ 200 hatte. Im Mai 1308 wurde Droxford zum Chancellor of the Exchequer ernannt, doch ab Juli 1308 übernahm er für fast ein Jahr wieder sein altes Amt als Verwalter der Wardrobe. Am 5. Februar 1309 wurde er zum Bischof der Diözese Bath und Wells gewählt. Erzbischof Winchelsey, der über die Eingriffe des Königs in die Bischofswahlen in mehreren Diözesen verärgert war, wollte ihn im August 1309 in Canterbury zum Bischof weihen, damit möglichst wenige Bischöfe an der gleichzeitig in Stamford stattfindenden Parlamentsversammlung teilnehmen konnten. Droxford war sich jedoch bewusst, dass er sein Bischofsamt seinem Dienst für die Krone verdankte und nahm am Parlament in Stamford teil. Der König selbst wandte sich an Papst Clemens V., um dieses Versäumnis zu entschuldigen. Schließlich wurde Droxford am 9. November 1309 zum Bischof geweiht.

## Minister unter EduardII.
Trotz seines Amtes als Bischof blieb Droxford weiter Verwalter der Wardrobe und gehörte mit zu den führenden Ministern der englischen Regierung. Im Dezember 1309 setzten sich der königliche Günstling Piers Gaveston und zwei Earls beim Schatzamt zugunsten von Droxford ein. Daraufhin durfte er seine beträchtlichen Schulden gegenüber dem königlichen Schatzamt in relativ geringen Jahresraten von 100 Mark abbezahlen. Dieses Zugeständnis zeigt, zu welchen chaotischen Zuständen die doppelte Finanzverwaltung durch das Schatzamt und durch die Wardrobe geführt hatte. Erst 1319 wurde dieses Zugeständnis bei einer Überprüfung der königlichen Finanzen aufgedeckt und widerrufen. 1310 war Droxford einer von nur fünf Bischöfen, die sich gegen die Zahlung eine Gebühr vom Militärdienst im Krieg gegen Schottland entschuldigen lassen durften. Wahrscheinlich stand er im Konflikt des Königs mit einer Adelsopposition über die sogenannten Ordinances auf der Seite des Königs. Im Sommer 1313 bezeugte er zahlreiche Urkunden und Schriftstücke und gehörte zu den vier Männern, die in Abwesenheit des Königs am 1. Juli 1313 das Parlament eröffnen sollten. Droxford blieb weiter in der Gunst des Königs und nahm am 2. Januar 1315 an der endgültigen Beisetzung des von der Adelsopposition willkürlich hingerichteten Gaveston teil. Für die Parlamente von Lincoln 1316, York im Oktober 1318 und Westminster im Oktober 1320 nahm er Eingaben aus der Gascogne entgegen.
Als der König jedoch erfuhr, dass er während des Despenser War ab 1321 mit den rebellischen Baronen sympathisiert hatte, verlor er die Gunst des Königs. Am 2. Januar 1323 bat der König Papst Johannes XXII., Droxford als Bischof abzusetzen. Am 10. Oktober 1323 forderte der König, dass Droxford als Bischof durch William, dem Abt von Langdon Abbey in Kent abgelöst werden solle. Der Papst weigerte sich jedoch, Droxford ohne Anhörung zu suspendieren. Dies bekräftige er auch, als der königliche Günstling Hugh le Despenser der Jüngere die Forderungen des Königs erneuerte. Im Juli 1323 wurde Droxford dazu von der Regierung für seine Führung der Wardrobe verwarnt, da für den Verbleib von 45.000 Mark nur unzureichende Aufzeichnungen erstellt worden waren. Es handelte sich allerdings um den Zeitraum zwischen 1295 und 1298, und wahrscheinlich entsprach die Buchführung der Wardrobe zu jener Zeit nicht der strengeren Praxis des Schatzamts der 1320er Jahre. Tatsächlich wurden die meisten Belege und Abrechnungen von Droxford nie auf Rollen archiviert.

## Droxford als Geistlicher
Bevor Droxford Bischof wurde, hatte er im März 1308 sechzehn Pfründen und die Verwaltung von fünf Pfarreien inne. Durch die Einkünfte aus diesen Stellen muss er außerordentlich wohlhabend gewesen sein. Zwar erwarb er nicht wie andere Minister einen umfangreichen Landbesitz, doch 1306 gehörten sechs Ritter und 22 Knappen zu seinem Gefolge. Das Urkundenregister aus seiner Amtszeit als Bischof ist erhalten. Es belegt, dass Droxford als Bischof nur selten im Gebiet seiner Diözese lebte. Er betrieb auch einen ausgeprägten Nepotismus. Seinem Neffen Richard Droxford verschaffte er beispielsweise kurzzeitig das Amt des Präzentors der Kathedrale von Wells. Von 1319 bis 1321 führte er einen langwierigen Streit mit Dekan Godley und dem Kathedralkapitel von Wells, bei dem Droxford schließlich nachgeben musste. Droxford starb in Dogmersfield in Hampshire. Er wurde in der St Katherine’s Chapel der Kathedrale von Wells beigesetzt. Aufgrund der ungeklärten Vorwürfe über seine Abrechnungen der Wardrobe beschlagnahmte die Krone nach seinem Tod seinen Besitz, doch sein Bruder Philip erbte schließlich umfangreichen Grundbesitz in Hampshire, Somerset und Surrey, den Droxford während seines Dienstes als Beamter und als Bischof erworben hatte.